# Саврасівка
Саврасівка (рос. Саврасовка) — присілок в Вигоницькому районі Брянської області Російської Федерації.
Населення становить 77 осіб. Входить до складу муніципального утворення Утинське сільське поселення.

## Історія
Від 2005 року входить до складу муніципального утворення Утинське сільське поселення.

## Населення
| 2010 | 2013 |
| ---- | ---- |
| 73   | ↗77  |